# Oseč
Oseč je vesnice, část obce Obecnice v okrese Příbram ve Středočeském kraji. Nachází se asi 1,5 kilometru jihovýchodně od Obecnic. Je zde evidováno 51 adres. V roce 2011 zde trvale žilo 104 obyvatel.
Oseč je také název katastrálního území o rozloze 1,57 km².

## Historie

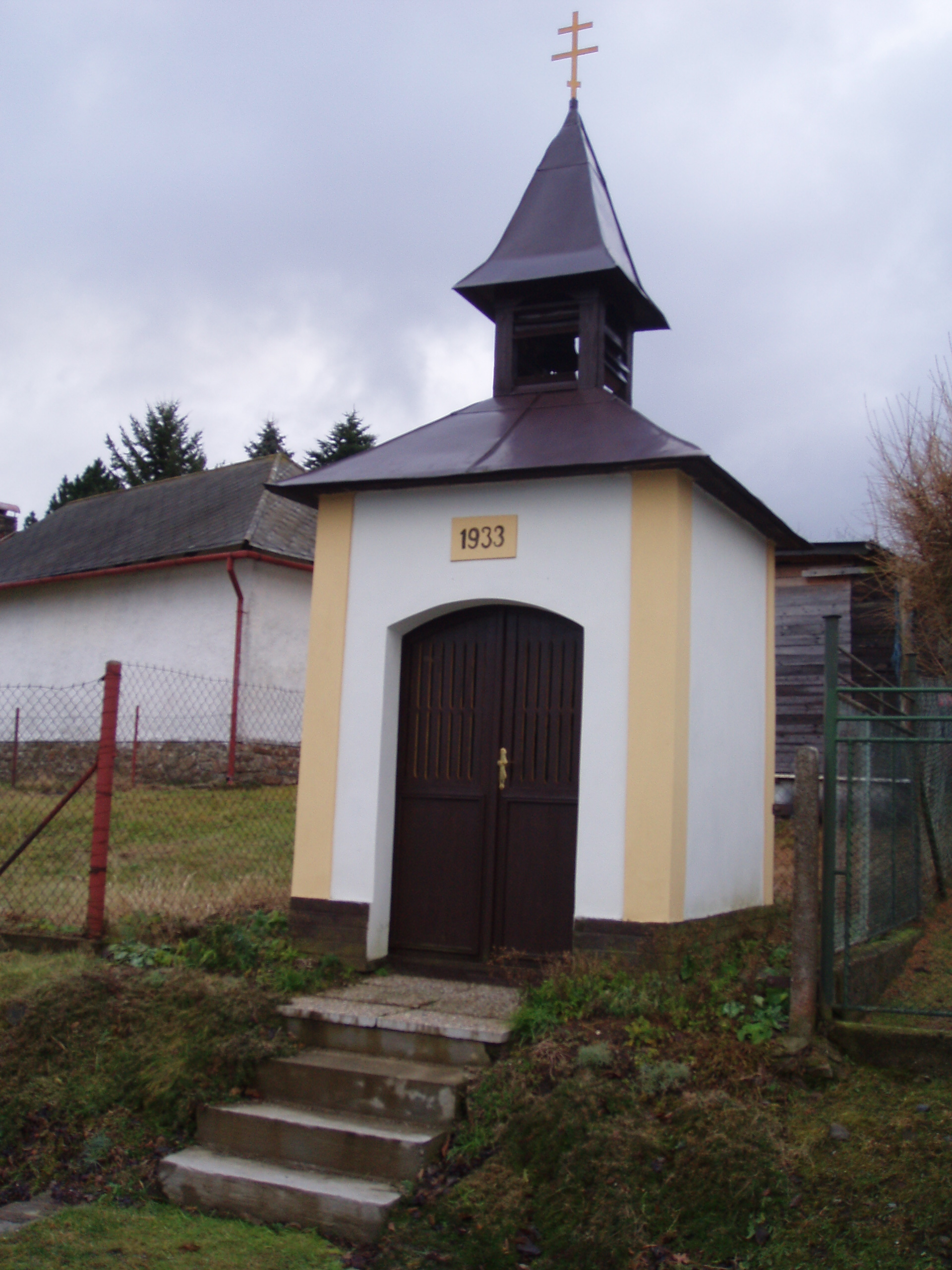
Kaple v Oseči

První písemná zmínka o vesnici pochází z roku 1291.

## Obyvatelstvo
| Rok            | 1869 | 1880 | 1890 | 1900 | 1910 | 1921 | 1930 | 1950 | 1961 | 1970 | 1980 | 1991 | 2001 | 2011 | 2021 |
| -------------- | ---- | ---- | ---- | ---- | ---- | ---- | ---- | ---- | ---- | ---- | ---- | ---- | ---- | ---- | ---- |
| Počet obyvatel | 258  | 271  | 350  | 318  | 238  | 204  | 203  | 160  | 144  | 102  | 94   | 70   | 86   | 104  | 106  |
| Počet domů     | 32   | 32   | 33   | 37   | 34   | 34   | 39   | 42   | 39   | 35   | 32   | 45   | 50   | 50   | 56   |

## Obecní správa
Při sčítání lidu v letech 1850–1879 Oseč byla osadou obce Daleké Dušníky v okrese Příbram. V letech 1880–1889 byla osadou obce Lhota u Příbramě v okrese Příbram. V letech 1890–1975 byla samostatnou obcí v okrese Příbram. Od 1. ledna 1976 je částí obce Ouběnice v okrese Příbram.